# Gustau I
  Gustau I  (suec: Gustav I. Wasa)  (Lindholmens, 12 de maig de 1496 - Tre Kronor Castle, 29 de setembre de 1560 (Gregorià)) conegut posteriorment com a Gustau Vasa, va ser rei de Suècia des de 1523 fins a la seva mort, com a Gustau I. Va ser el primer monarca de la Casa de Vasa, que ocuparia el tron suec durant la major part dels segles xvi i xvii.
Va accedir al poder en ser nomenat regent el 1521 després de liderar una revolta contra Cristià II de Dinamarca, separant Suècia de la Unió de Kalmar. Durant el seu regnat va aconseguir reorganitzar el país i establir les bases d'un govern central eficient.
Ha estat considerat tant un alliberador del país com un tirà despòtic. La historiografia sueca tradicional el considera el fundador de la Suècia moderna i el "pare de la nació".

## Matrimoni i fills
El 24 de setembre de 1531 es va casar amb Caterina de Saxònia-Lauenburg (1513-1535), filla del duc Magnus I (1470-1543) i de Caterina de Brunsvic-Wolfenbüttel (1488-1563). El matrimoni va tenir un fill:
- Eric (1533-1577).

Havent enviudat es tornà a casar l'1 d'octubre de 1536 amb Marguerida Lejonhufvud (1514-1551), filla d'Eric Leijonhufvud (1471-1520) i d'Ebba Vasa (1491-1549). D'aquest segon matrimoni en nasqueren:
- Joan (1537-1592), casat primer amb Caterina Jagellon 1526-1583) i després amb Gunil·la Bielke (1568-1597).
- Caterina (1539-1610), casada amb el comte Edzard II d'Ostfriesland (1532-1599).
- Cecília (1540-1627), casada amb Cristòfol II de Baden-Rodemachern (1537-1575).
- Magnus (1542-1575).
- Carles, nascut i mort el 1544.
- Anna Maria (1545-1610), casada amb Jordi Joan I de Veldenz (1543-1592).
- Sten (1546-1549).
- Sofia (1547-1611), casada amb Magnus II de Saxònia-Lauenburg (1543-1603).
- Elisabet (1549-1597), casada amb Cristòfol de Mecklenburg (1537-1592).
- Carles IX (1550-1611), casat primer amb Anna Maria de Wittelsbach (1561-1589) i després amb Cristina de Schleswig-Holstein-Gottorp (1573-1625).

Finalment es casà per tercera vegada amb Caterina Stenbock (1535-1621), filla de Gustau Stenbock, amb qui no va tenir fills.